# Aandelenfuture
Een aandelenfuture is een future of termijncontract met als onderliggende waarde een vastgestelde hoeveelheid van 100 aandelen. Het kenmerkende verschil tussen een aandelenoptie en een aandelenfuture is dat bij een aandelenoptie de koper een recht heeft en de verkoper een plicht, terwijl bij een aandelenfuture er aan beide zijden rechten en verplichtingen ontstaan bij het sluiten van het contract. Bij aandelenfutures zijn, net als bij aandelenopties,  de contractgrootte, de onderliggende waarde en de looptijd gestandaardiseerd.

## Waarborgsom of initial margin
Beleggers in futurecontracten storten een waarborgsom of initial margin bij de bank of commissionair op een speciaal daarvoor ingerichte rekening. Een clearingsinstituut. zorgt er dan voor dat alle verplichtingen van de deelnemers in de futureshandel worden nagekomen.